# Хондзё
Хондзё (яп. 本庄市 Хондзё:-си) — город в Японии, находящийся в префектуре Сайтама. Площадь города составляет 89,71 км², население — 79 841 человек (1 августа 2014), плотность населения — 889,99 чел./км².

## Географическое положение
Город расположен на острове Хонсю в префектуре Сайтама региона Канто. С ним граничат города Фукая, Исэсаки и посёлки Мисато, Камисато, Камикава, Нагаторо, Минано, Тамамура. Город лежит у устья реки Коёси.

## Население
Население города составляет 79 841 человек (1 августа 2014), а плотность — 889,99 чел./км². Изменение численности населения с 1980 по 2005 годы:
| 1980 | 72 089 чел. |  |
| 1985 | 75 449 чел. |  |
| 1990 | 78 551 чел. |  |
| 1995 | 81 662 чел. |  |
| 2000 | 82 670 чел. |  |
| 2005 | 81 957 чел. |  |

## Символика
Деревом города считается османтус, цветком — Oenothera tetraptera.

## Города-побратимы
- Кадзо, Япония
- Сибукава, Япония